# Hannivka (Luhansk)
|  | Per a altres significats, vegeu «Ànnovka». |

Hannivka (en ucraïnès: Ганнівка, en rus: Анновка, Ànnovka) és una vila, un possiólok de l'óblast de Luhansk a Ucraïna, situada actualment a zona ocupada República Popular de Luhansk de la Rússia. El 2019 tenia 244 habitants.